# Picot sanguini
El picot sanguini (Veniliornis sanguineus) és una espècie d'ocell de la família dels pícids (Picidae) que habita la selva humida, manglars i boscos de les terres baixes de la Guaiana.

## Taxonomia i sistemàtica
La Unió Internacional d'Ornitòlegs i el Handbook of the Birds of the World situen el picot sanguini en el gènere Veniliornis.  Amb tot, a partir del 2018, l'American Ornithological Society i el The Clements Checklist of Birds of the World van traslladar totes les espècies del gènere Veniliornis al gènere Dryobates.
Els sistemes taxonòmics coincideixen que el picot sanguini és monotípic.

## Descripció
El picot sanguini fa uns 13 cm de llarg i pesa entre 23 i 30 grams. Mascles i femelles tenen el mateix plomatge excepte al cap. L'esquena i les ales són de color vermell, i el cap i parts inferiors són d'un marró grisenc, amb fines llistes horitzontals blanques al pit i ventre. La cua és de color marró fosc. El pili i el clatell dels mascles són de color vermell. Les femelles són d'un color marró més clar i no tenen la franja vermella a la part superior del cap.

## Distribució i hàbitat
Tot i que algunes fonts indiquen que el picot de color sang es troba a "les Guaianes", el Comitè de Classificació Sud-americà de la Societat Americana d'Ornitologia només té registres a Guyana i Surinam, però no a la Guaiana Francesa. És un ocell de les terres baixes costaneres, on habita manglars, boscos pantanosos i, de vegades, plantacions de cafè.

## Estat
La UICN ha avaluat el picot de color sang com a de menor preocupació.